# Theodor-Heuss-Platz (Osnabrück)
Der Theodor-Heuss-Platz (ⓘ) ist ein Platz in der Osnabrücker Innenstadt. Mit dem am Platz befindlichen Hauptbahnhof und dem auf dem Platz befindlichen Busbahnhof stellt der Platz neben dem Neumarkt den wichtigsten Umsteigeort des Osnabrücker ÖPNV.

## Lage
Der Theodor-Heuss-Platz befindet sich in der nordöstlichsten Ecke des Osnabrücker Stadtteils Innenstadt. Hier kreuzen sich im Bahnhof die Hauptbahnstrecken Löhne-Rheine sowie die Bahnstrecke Wanne-Eickel–Hamburg. Südlich des Platzes führt der Wallring am Bahnhofsviertel vorbei.

## Geschichte
Der Platz entstand durch den Bau des Hauptbahnhofes 1895.

### Neugestaltung
Die Stadt Osnabrück rief 1996 einen Ideenwettbewerb zur Neugestaltung des Platzes aus. Die Umgestaltung des Platzes wurde unter der Leitung des Wiesbadener Architekten Helge Bofinger in einer Arbeitsgemeinschaft mit Martin Heiderich und dem Planungsbüro Hahm technisch umgesetzt.
Zwischen 2000 und 2001 wurde über den Bussteig ein ellipsenförmiges 60 × 20 Meter großes Glasdach errichtet, welches eine Linde, die sich im Bussteig befindet einschließt.
Der Dreiecksbrunnen, welcher mit der Zeit undicht wurde, ist 2011 entleert worden. Nachdem mit dem Architekten Helge Bofinger eine Einigung erzielt wurde, ist der Brunnen 2017 abgerissen worden. Anstelle des Brunnens befindet sich nun Veranstaltungsfläche, welche verschieden genutzt wird.

## Bauwerke und Kunst
Um den Platz gruppieren sich mehrere Hotels verschiedener Preiskategorien, ein Kino und Bowlingbahn sowie ein Parkhaus.

### Hauptbahnhof Osnabrück
Am Theodor-Heuss-Platz befindet sich der 1895 eröffnete Hauptbahnhof. Er ersetzte den westlich liegenden Hannoverschen Bahnhof an der Bahnstrecke Löhne-Rheine, sowie den Bremer Bahnhof der Bahnstrecke Wanne-Eickel-Hamburg knapp nördlich des Platzes.

### Battle Drums

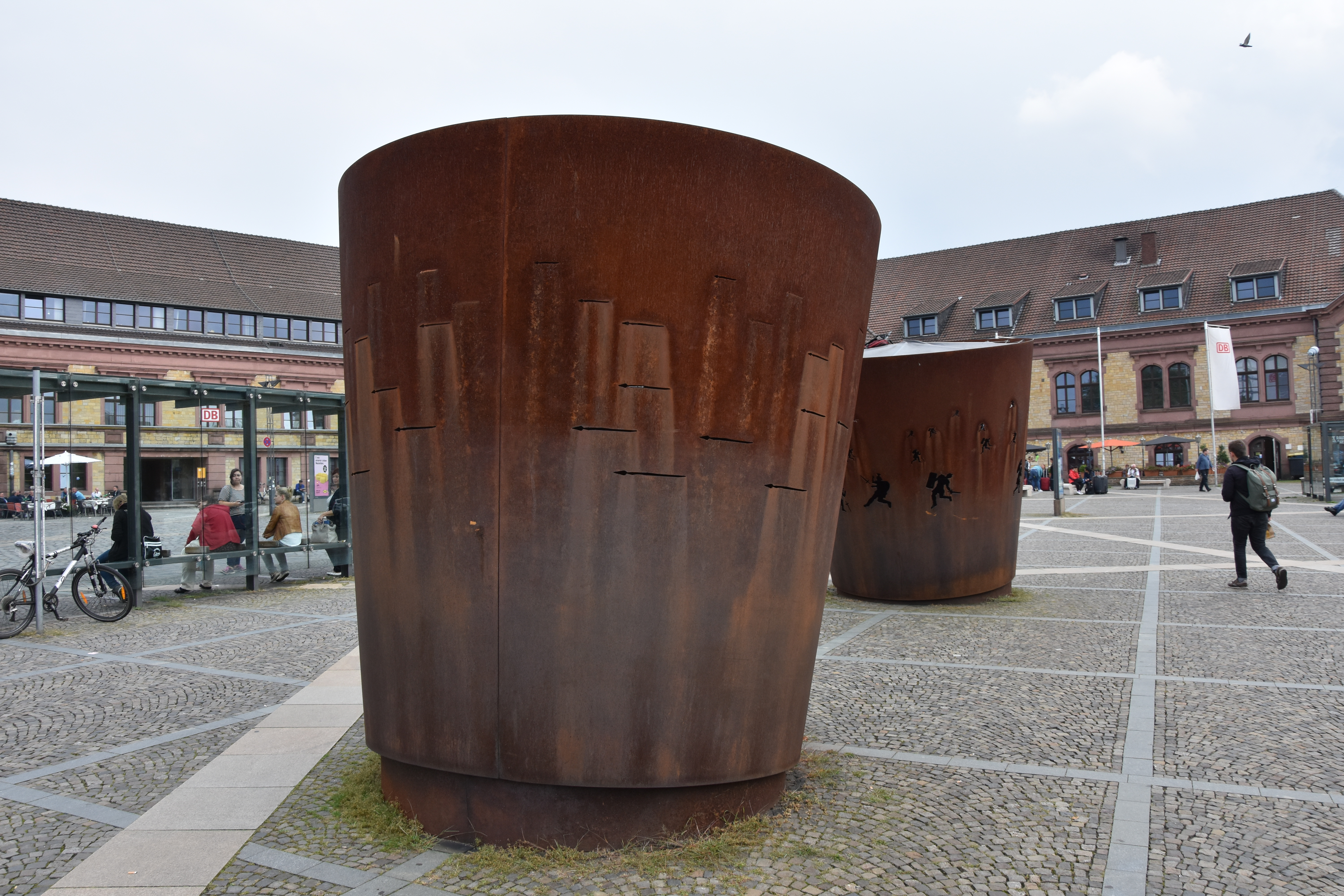
Battle Drums auf dem Theodor-Heuss-Platz

Die vom New Yorker Künstler Dennis Oppenheim zum 2000-jährigen Jubiläum der Varusschlacht in 2009 geschaffene Installation „Battle Drums“ befindet sich auf dem Theodor-Heuss-Platz. Sie wurde im Frühjahr 2009 hier aufgestellt und sollte bis zum 31. Juli 2014 dort bleiben. Jedoch einigte man sich um eine Verlängerung um weitere drei Jahre. Die Aufstellung erfolgte auf Initiative des ehemaligen Documenta-Leiters Jan Hoet, welcher weitere Kunstwerke und Skulpturen zur Varusschlacht in der Region anregte. Die sich drehenden Trommeln werfen bei Dunkelheit Lichter in Form von kämpfenden Kriegern und Speeren auf den Platz.

## Galerie

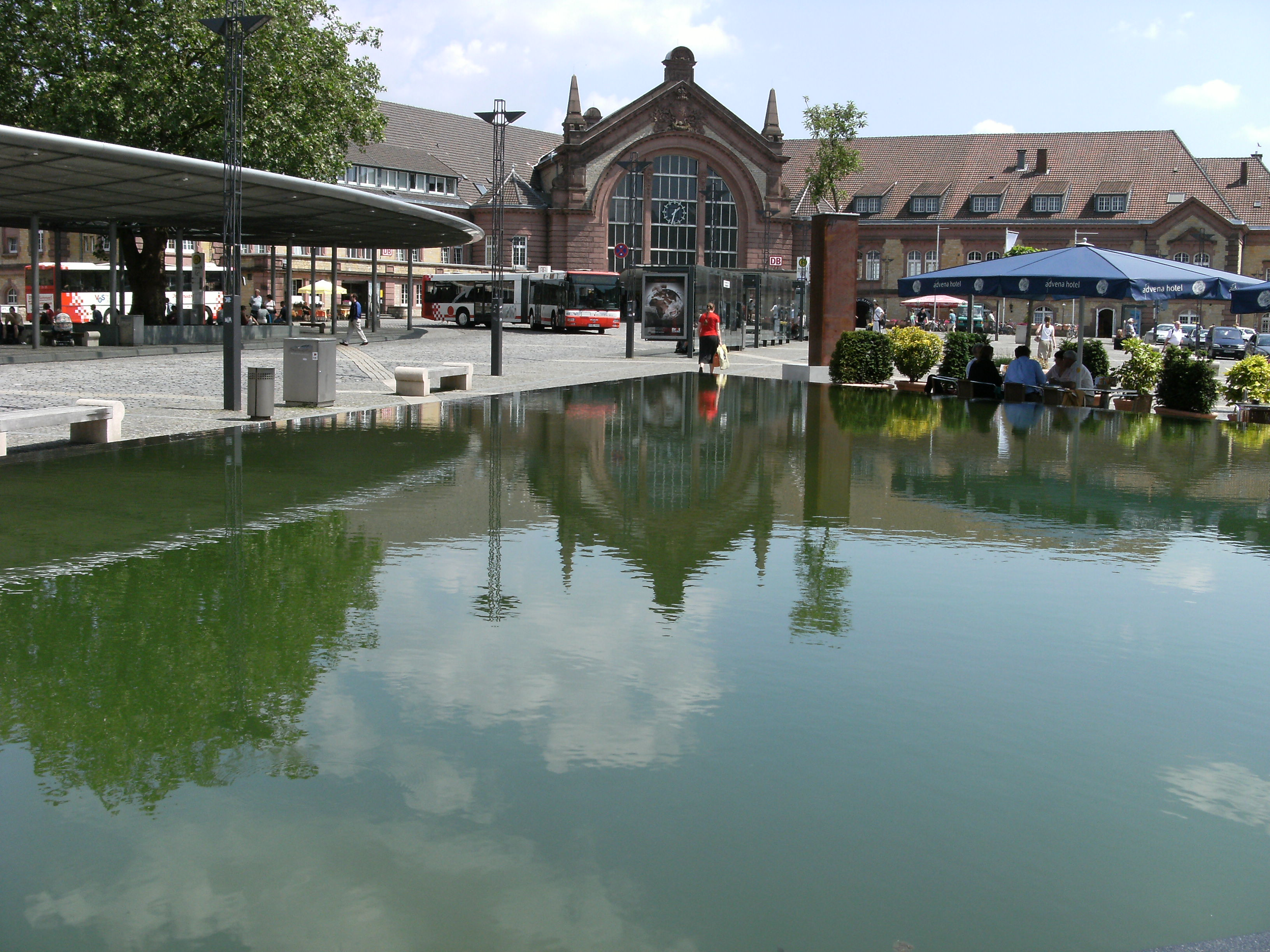
Blick über den entfernten Dreiecksbrunnen
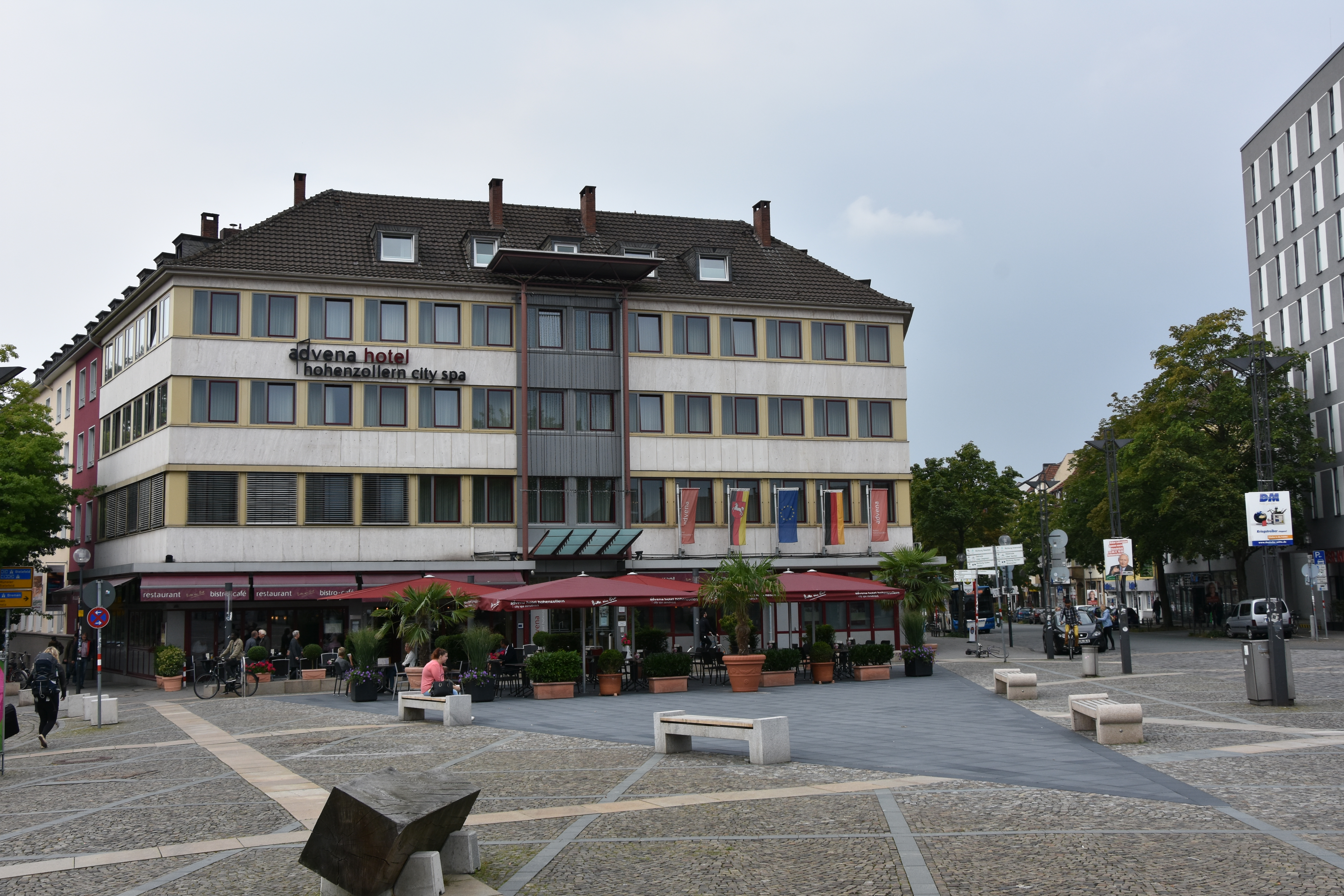
Hotel Hohenzollern am Platz
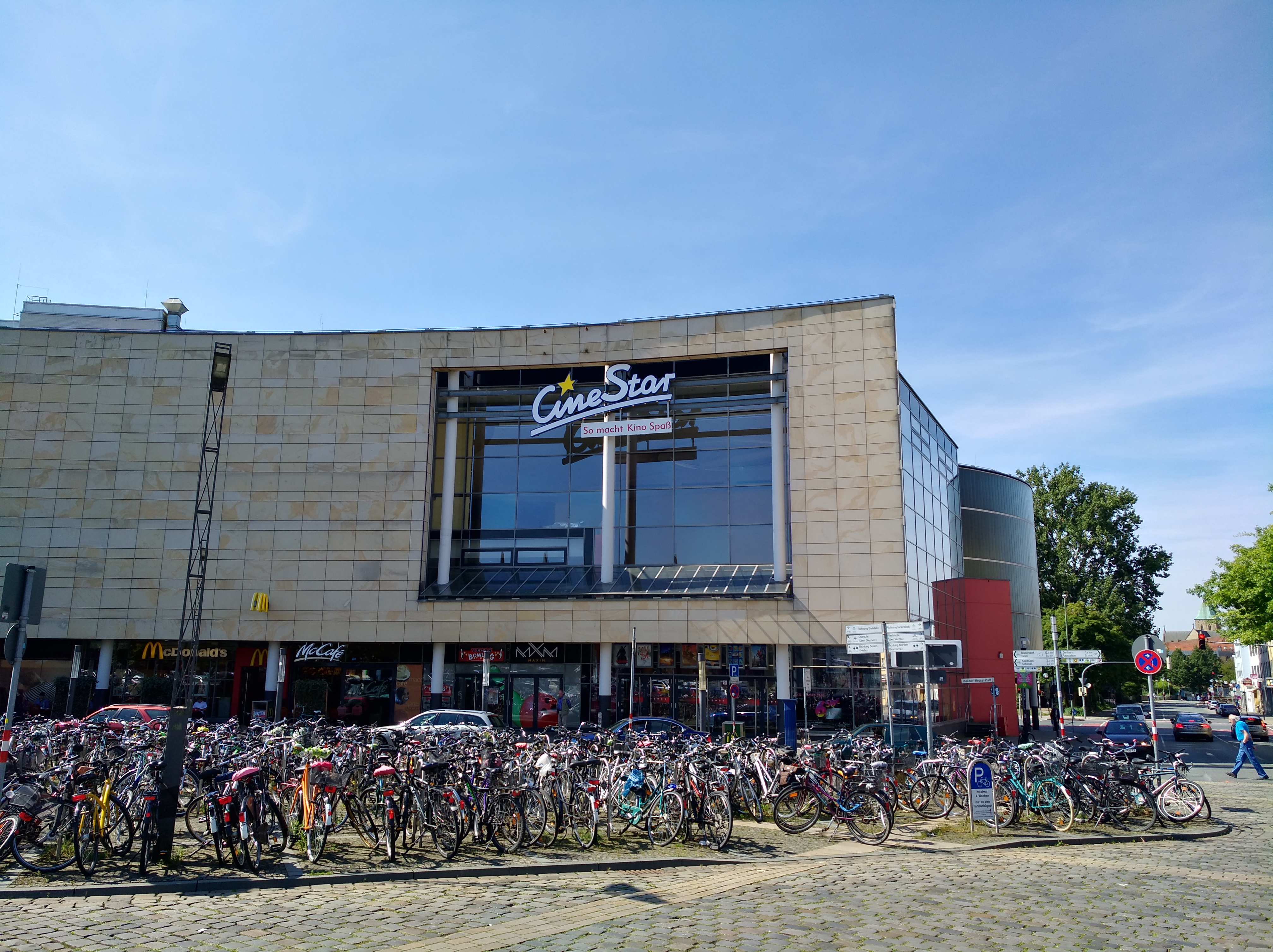
Das Kino CineStar